# Abdelhalim Hemche
Abdelhalim Hemche, né à Tlemcen le 5 février 1908 et mort à Fontenay-lès-Briis le 1er avril 1979 est un peintre figuratif algérien.

## Biographie
Élève de Cauvy et de Antoni à l'École des beaux-arts d'Alger, il obtient la bourse Jean Bévia en 1928 et la bourse de la ville d'Alger en 1929. Professeur de dessin à Fès en 1927, il est inspecteur des arts marocains en 1929 puis inspecteur général des arts indigènes à Rabat. Il prend part à l'exposition universelle de Paris en 1937 en produisant des enluminures pour le café maure du pavillon de l'Algérie. En 1938 il étudie dans l'atelier de Devambez à l'École nationale supérieure des beaux-arts de Paris. Après 1962, il enseigne le dessin aux Beaux-arts de Paris.
Abdelhalim Hemche participe à de nombreuses expositions à Alger (1927, 1930) et Paris (1937, 1948), notamment à l'exposition des « jeunes peintres et miniaturistes musulmans d'Algérie » réunis par Mohammed Racim et qui se tient du 6 au 12 décembre 1944 au cercle franco-musulman d'Algérie. En 1949, il reçoit le prix de l'AOF et en 1955 le prix de l'AEF.
Il est inhumé au cimetière du Père-Lachaise (4e division).

## Œuvres principales
- Musée national des beaux-arts d'Alger: Intérieur de mosquée, Tlemcen; Assemblée de femmes et d'enfants.
- FNAC: La Mosquée ; L'Entrée de Sidi Boumediene à Tlemcen.

Des œuvres d'Abdelhalim Hemche sont également conservées aux musées de Tlemcen, de Cleveland et de Brooklyn (États-Unis).